# Diego Aranha
Diego de Freitas Aranha é um professor e pesquisador da Universidade Estadual de Campinas e desde 2018 é Professor Assistente na Universidade de Aarhus, Dinamarca. Tem experiência na área de Criptografia e Segurança Computacional, com ênfase em implementação eficiente de algoritmos criptográficos e análise de segurança de sistemas reais. 

## Biografia
Diego Aranha é Bacharel em Ciência da Computação pela Universidade de Brasília, Mestre e Doutor em Ciência da Computação pela Universidade Estadual de Campinas.
Coordenou a primeira equipe de investigadores independentes capaz de detectar e explorar vulnerabilidades no software da urna eletrônica em testes controlados organizados pelo Tribunal Superior Eleitoral. É Bacharel em Ciência da Computação pela Universidade de Brasília (2005), Mestre (2007) e Doutor (2011) em Ciência da Computação pela Universidade Estadual de Campinas. Foi doutorando visitante por 1 ano na Universidade de Waterloo, Canadá, Professor Adjunto por pouco mais de 2 anos no Departamento de Ciência da Computação da Universidade de Brasília e Professor Doutor MS 3.1 por 4 anos na Universidade Estadual de Campinas. É membro do Comitê Consultivo da Conferência Internacional em Criptografia e Segurança da Informação na América Latina (LATINCRYPT). Recebeu em 2015 o prêmio "Inovadores com Menos de 35 Anos Brasil" da MIT Technology Review por seu trabalho com o voto eletrônico e Google Latin America Research Award para pesquisa em privacidade em 2015 e 2016.
No ano de 2017, Diego coordenou uma equipe de profissionais num teste de segurança promovido pelo Tribunal Superior Eleitoral a fim de mostrar possíveis falhas no sistema de votação eletrônica adotado no Brasil. De acordo com Diego, apesar das condições adversas impostas à equipe, "ainda assim foi possível explorar pontos vulneráveis para adulterar o software de votação e entrar no ambiente da urna eletrônica". Desiludido com a situação no país e após o Supremo Tribunal Federal haver vetado uma lei que instauraria o voto impresso, Diego teria optado a dar aulas na Universidade de Aarhus, na Dinamarca.